# Torcé
Torcé (auf Gallo Torczae, auf Bretonisch Tourc’heg) ist eine Gemeinde in der Bretagne in Frankreich. Sie gehört zum Département Ille-et-Vilaine, zum Arrondissement Fougères-Vitré, zum Arrondissement Fougères-Vitré und zum Kanton La Guerche-de-Bretagne. Sie grenzt im Nordwesten Cornillé, im Norden an Saint-Aubin-des-Landes, im Nordosten und im Osten an Étrelles, im Süden an Vergéal, im Südwesten an Bais und im Westen an Louvigné-de-Bais. Die Bewohner nennen sich Torcéens.

## Bevölkerungsentwicklung
| Jahr      | 1962 | 1968 | 1975 | 1982 | 1990 | 1999 | 2005 | 2013 |
| --------- | ---- | ---- | ---- | ---- | ---- | ---- | ---- | ---- |
| Einwohner | 651  | 596  | 592  | 681  | 788  | 916  | 1144 | 1150 |

## Sehenswürdigkeiten

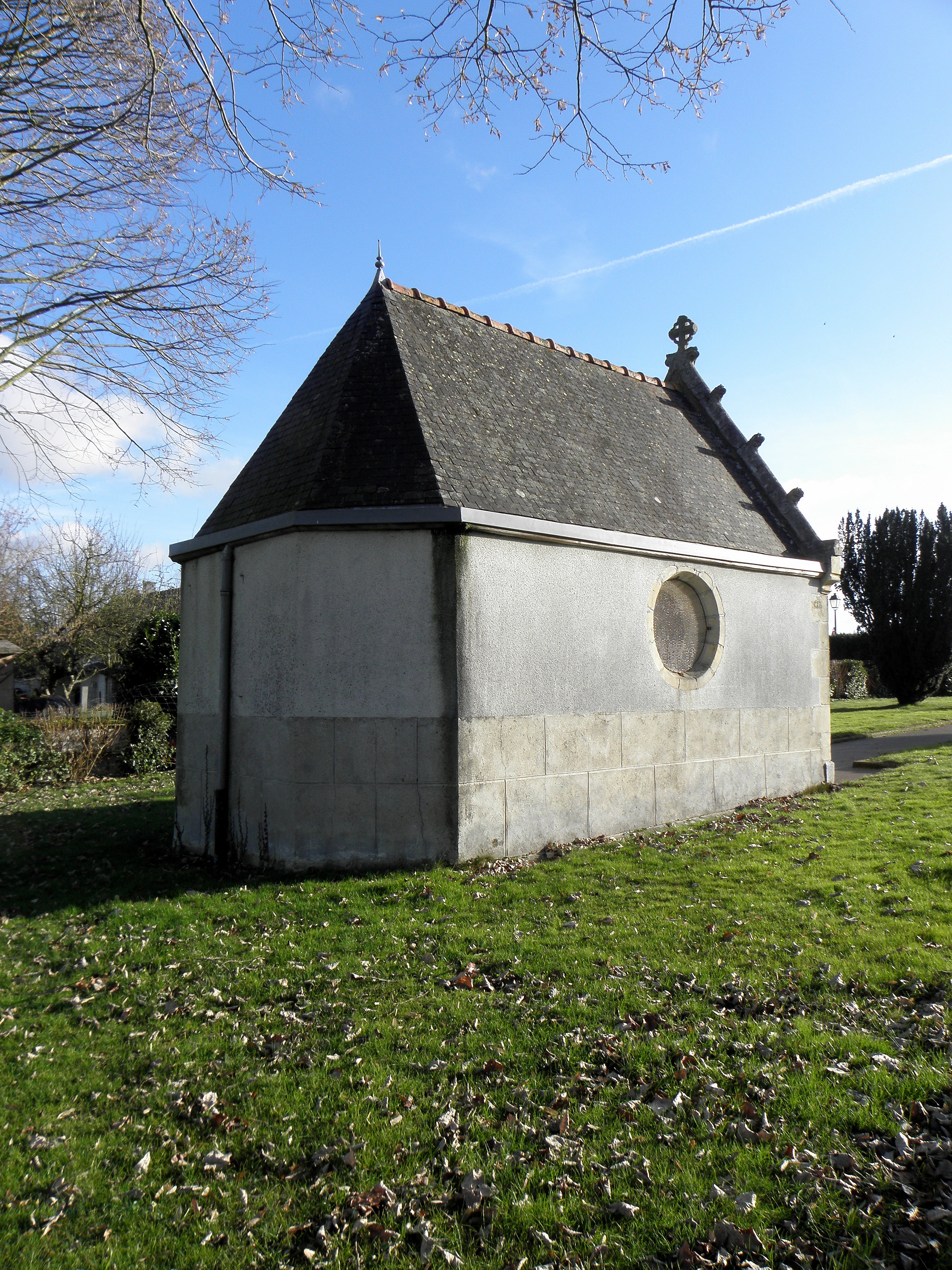
Kapelle Saint-Roch
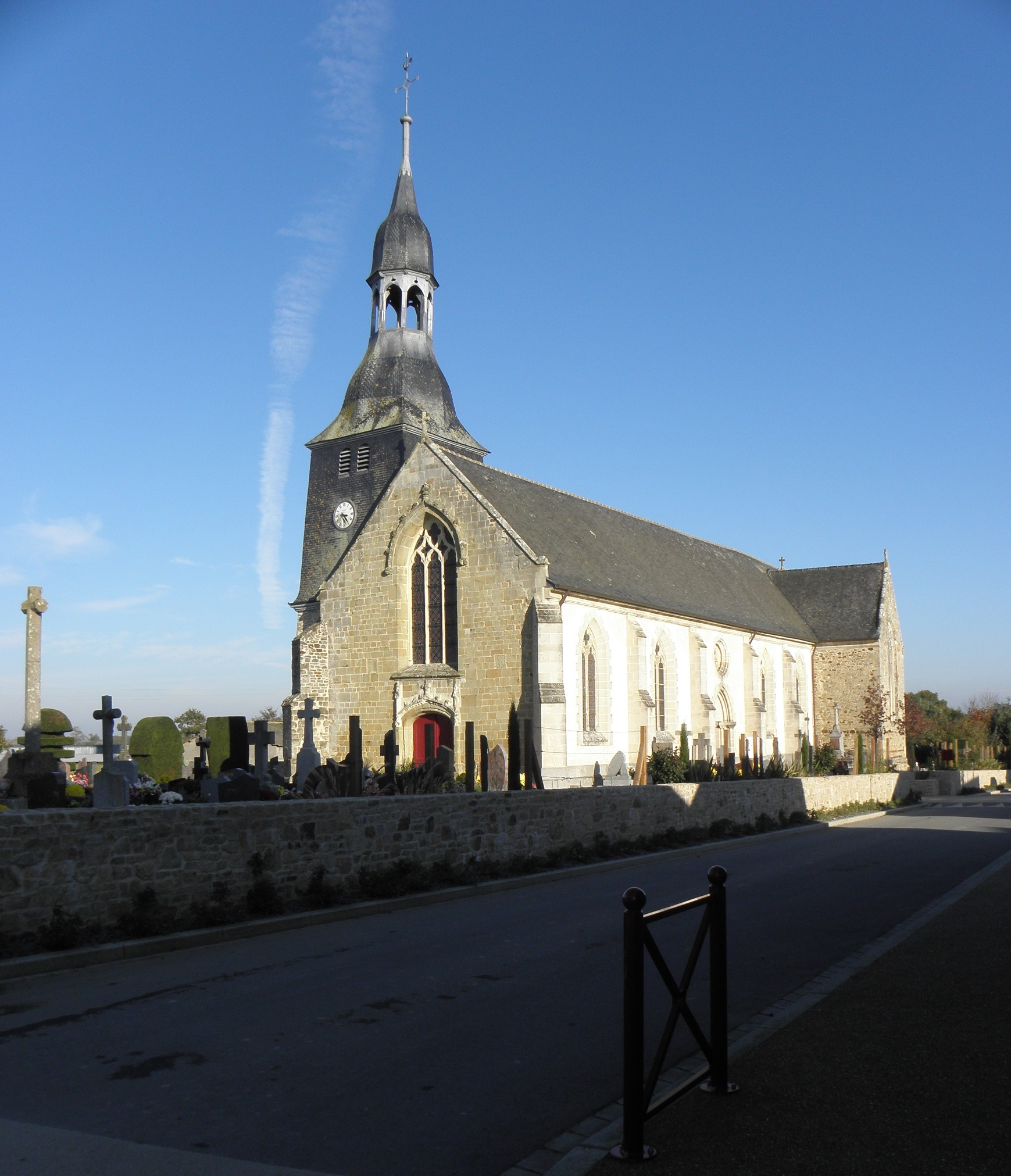
Kirche Saint-Médard (Monument historique) mit Marienaltar (Monument historique)
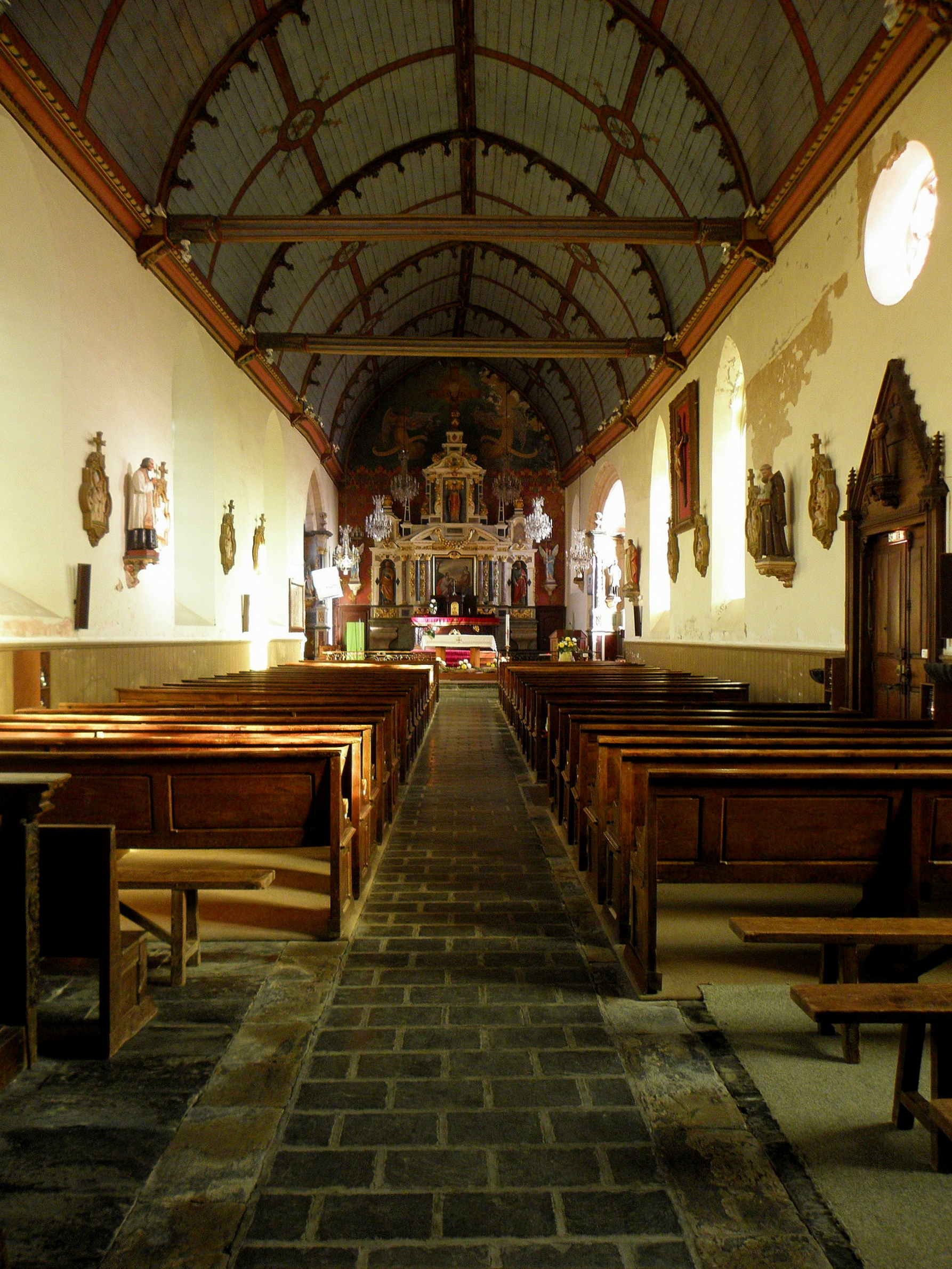
Kriegerdenkmal

- Kapelle Saint-Roch
- Kirche Saint-Médard
- Innenansicht der Kirche Saint-Médard